# House of Many Ways
A Casa dos Muitos caminhos é um livro Diana Wynne Jones publicado em 2008. A história se passa no mesmo mundos que O Castelo Animado e O Castelo no Ar. 
A protagonista é Charmain Baker que foi cuidar da casa para seu tio-avô doente, porém esse tio era nada menos que um mago.

## Sinopse
Charmain é uma menina mimada, nunca fazia trabalhos domésticos e preferia passar o dia inteiro lendo livros. Quando sua tia Semprônia lhe pede para cuidar da casa do tio-avô, mago William. Ela pensou que seria uma ótima desculpa para sair de perto do controle dos pais para poder se canditatar para ajudar na Biblioteca Real.
Charmain chega à casa e o tio-avô sai rapidamente para fazer um tratamento médico com os elfos. Ele deixou instruções e um mapa para a casa, que é um labirinto mágico por dentro, que parece levar para vários lugares e até para o passado e o futuro. O tio devia estar doente há algum tempo, pois a casa está uma bagunça, mas Charmain não entende nada de limpeza e de mágicas e está mais interessada nos livros do tio-avô.
Nos primeiros dias ela acaba cuidando do cachorro Waif que parece ser mágico, teve um encontro com um luboque, um terrivel inseto gigante, encontra Peter que tinha um compromisso com o tio-avô para ser aprendiz de mago e encrencas com as criaturas responsáveis pelo jardim.
Quando ela se candidata para ajudar na Biblioteca Real, ela passa a ajudar o rei e princesa de Alta Norlanda a reeencontrar o dom de Elfo perdido, que seria a solução para os problemas do país ela acaba encontrando Sophie Pendragon, seu filho Morgan, um menino lindo chamado Twinkle e o demônio de fogo Calcifer.